# Henri Raybaud
Pour les articles homonymes, voir Raybaud.
Henri Charles Raybaud, né à Marseille le 4 juin 1879 et mort le 16 août 1942 dans la même ville, est un sculpteur français.

## Biographie
Henri Raybaud va à Paris pour suivre les cours à l'École des beaux-arts où il est l'élève de Jean-Antoine Injalbert. Il obtient une mention honorable au Salon de 1904 pour un haut-relief Le Berger et la mer. En 1908, il réalise un haut-relief en plâtre représentant Les Nymphes écoutant les chants d'Orphée et L'Orage ; ce dernier est conservé au musée des beaux arts de Marseille.
De 1912 à 1937, date de sa retraite, il enseigne le modelage puis la sculpture à l'École des beaux-arts de Marseille. En 1933 il devient membre de l'Académie de Marseille.

## Œuvres dans les collections publiques
- Alata, centre ville : Monument aux morts, 1910, statue en bronze représentant le sergent Paul-Jérôme Casalonga (1877-1904) mort à Madagascar[3].
- Allauch, place de l’Hôtel-de-Ville : Monument à Frédéric Chevillon maire d'Allauch et député mort pour la France, 1915, buste en bronze, envoyé à la fonte sous le régime de Vichy, un nouveau buste est exécuté en 1976 par Maurice Lombard[4].
- Aubagne : Monument aux morts, 1922, construit par l'architecte Gaston Castel, ce monument fait l’objet d’une inscription au titre des monuments historiques depuis le 22 février 2010[5].
- Auriol, cours de Verdun : Monument aux morts de la guerre 1914-1918[6].
- Carpentras : place Jean-Jaurès : Monument aux morts de la guerre de 1914-1918[7].
- Marseille :
  - escalier monumental de la gare de Marseille-Saint-Charles : Les Vendanges, La Moisson, Les Fleurs, Les Fruits, La Chasse et La Pêche, 1927, six groupes en bronze[8].
  - musée des beaux-arts : L'Orage, bas-relief[9].
  - place de la Corderie-Henri-Bergasse : Monument à Frédéric Chevillon, 1922, groupe en pierre. Le monument représente la France en bonnet phrygien présentant un sabre au jeune député pour qu'il aille la défendre[10].
  - Tribunal de commerce de Marseille : Thémis, 1933, statue en pierre représentant la déesse tenant de la main gauche le code de la Loi et s'appuyant de la droite sur un glaive.
- Trets, place de la mairie : Monument aux morts, allégorie de la victoire[11].

## Galerie

Œuvres d'Henri Raybaud pour l'escalier monumental de la gare de Marseille-Saint-Charles
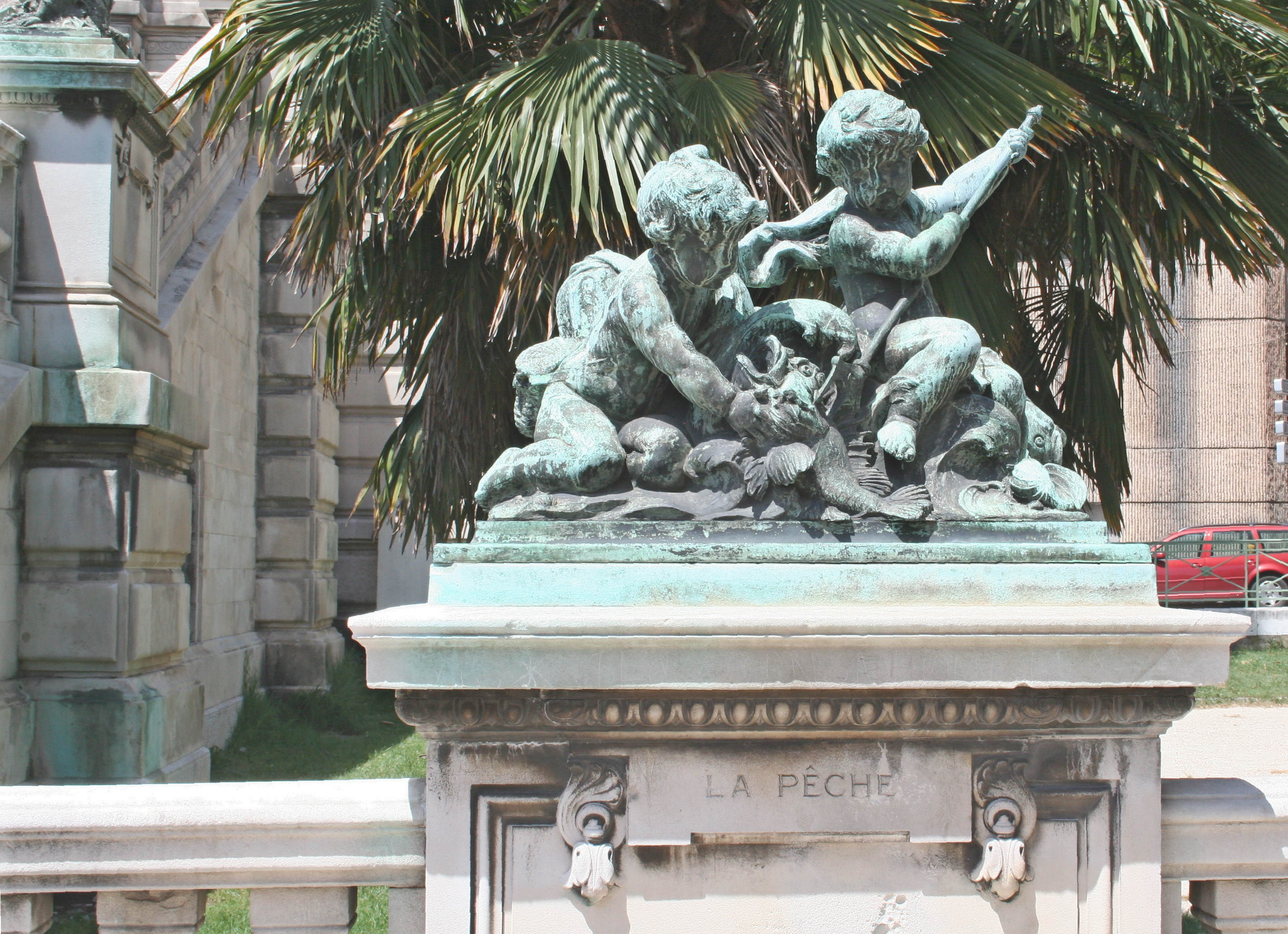
La Pêche
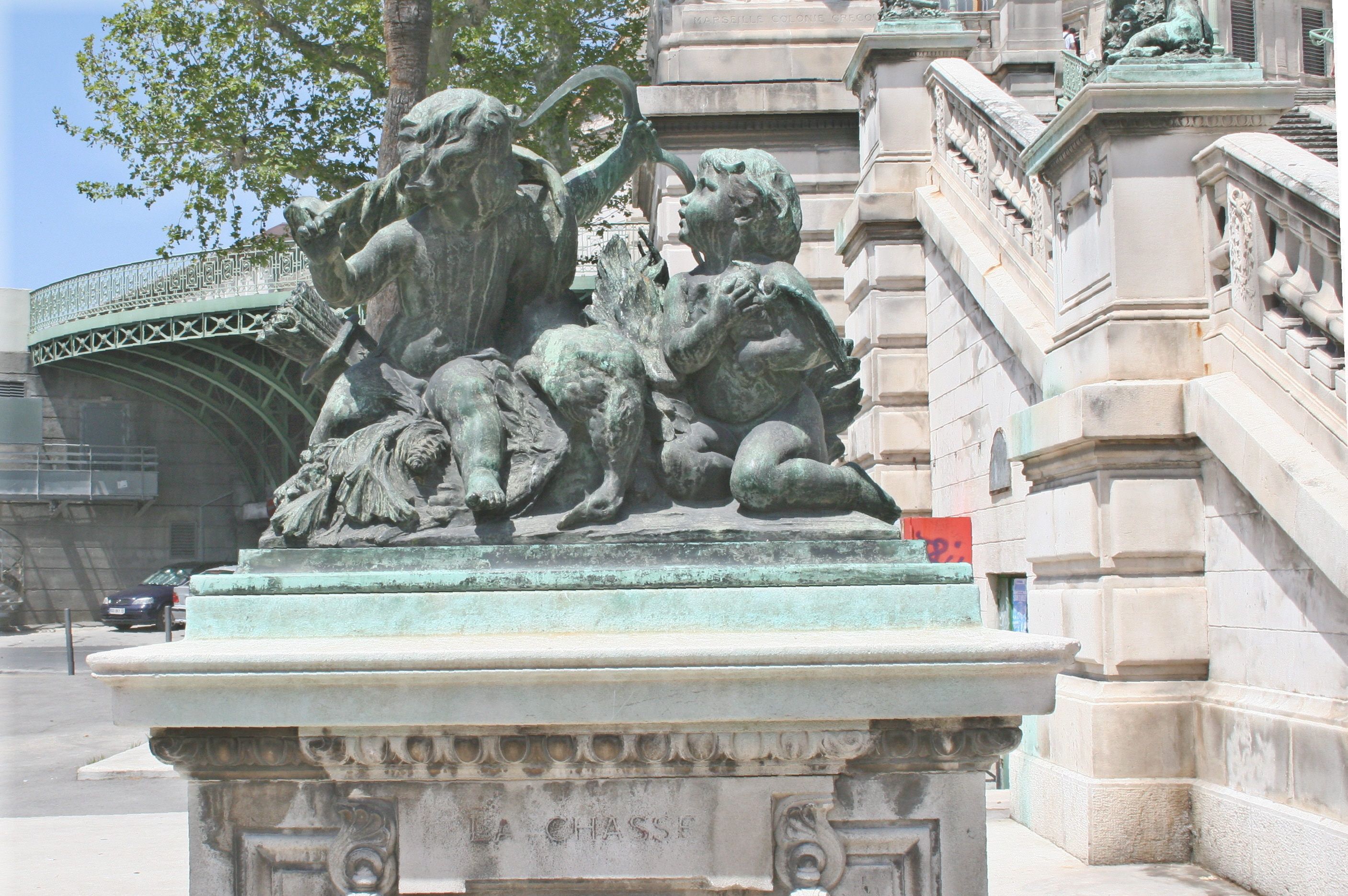
La Chasse
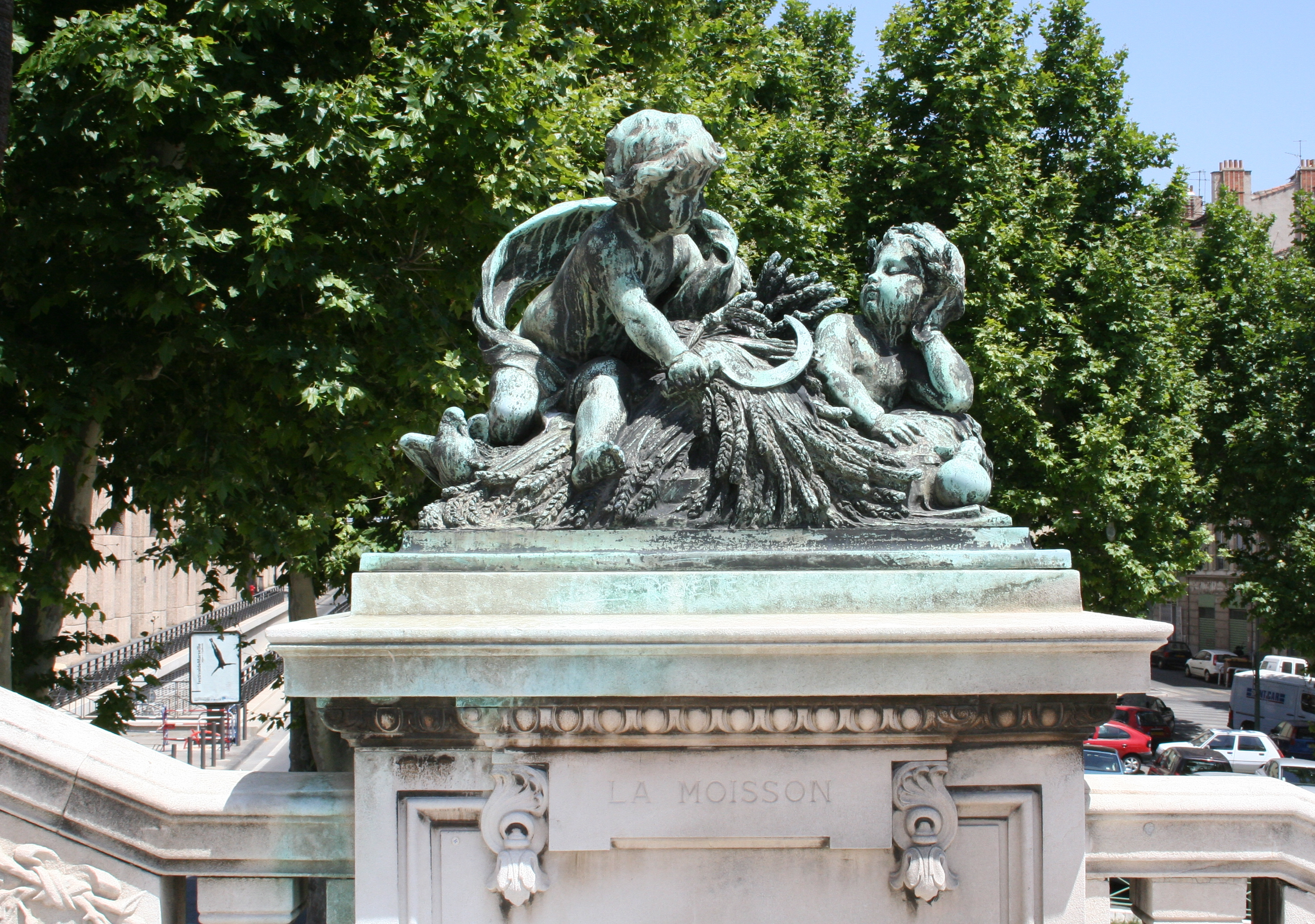
La Moisson
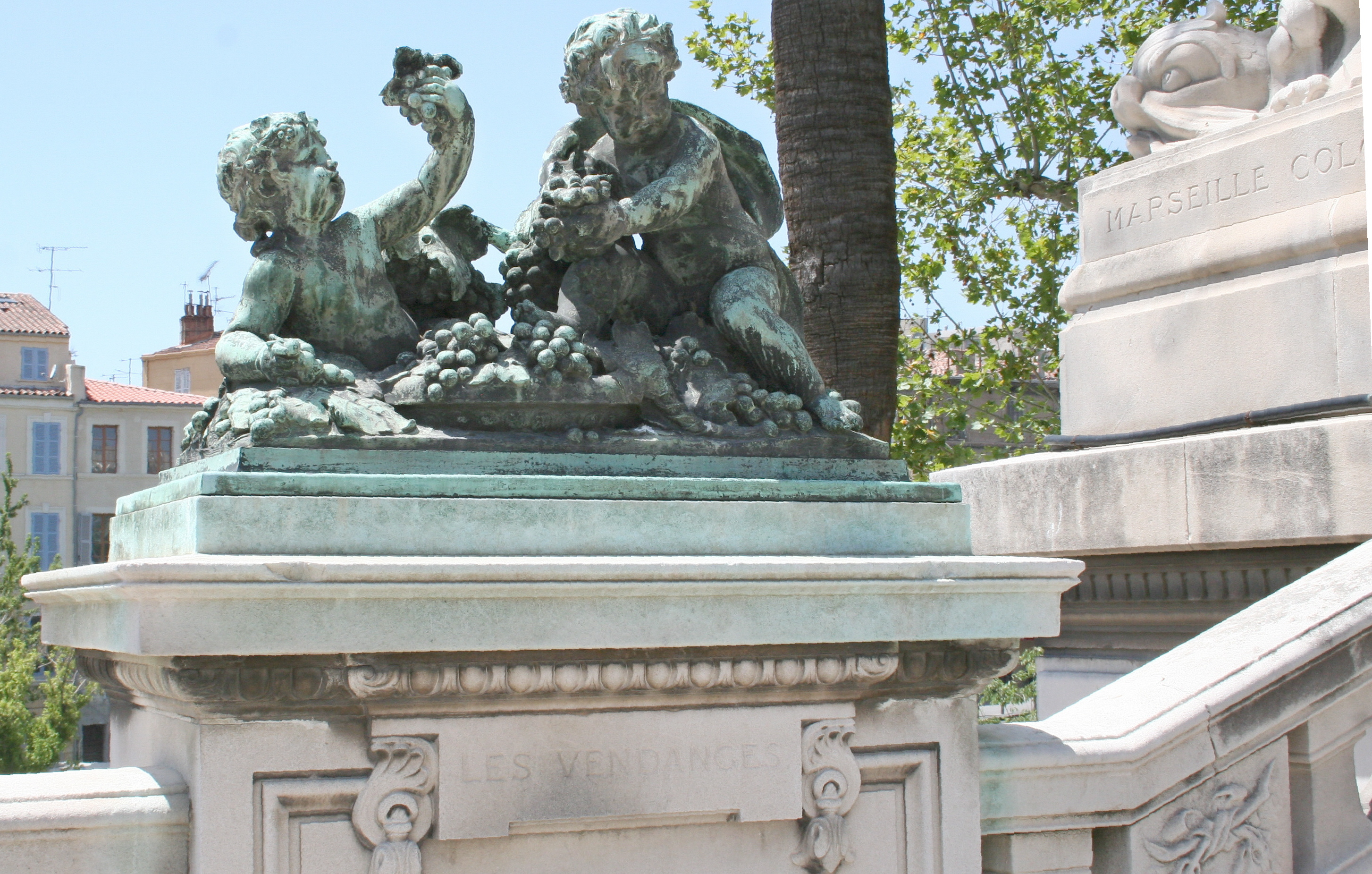
Les Vendanges

- Autres oeuvres d'Henri Raybaud

"Autres
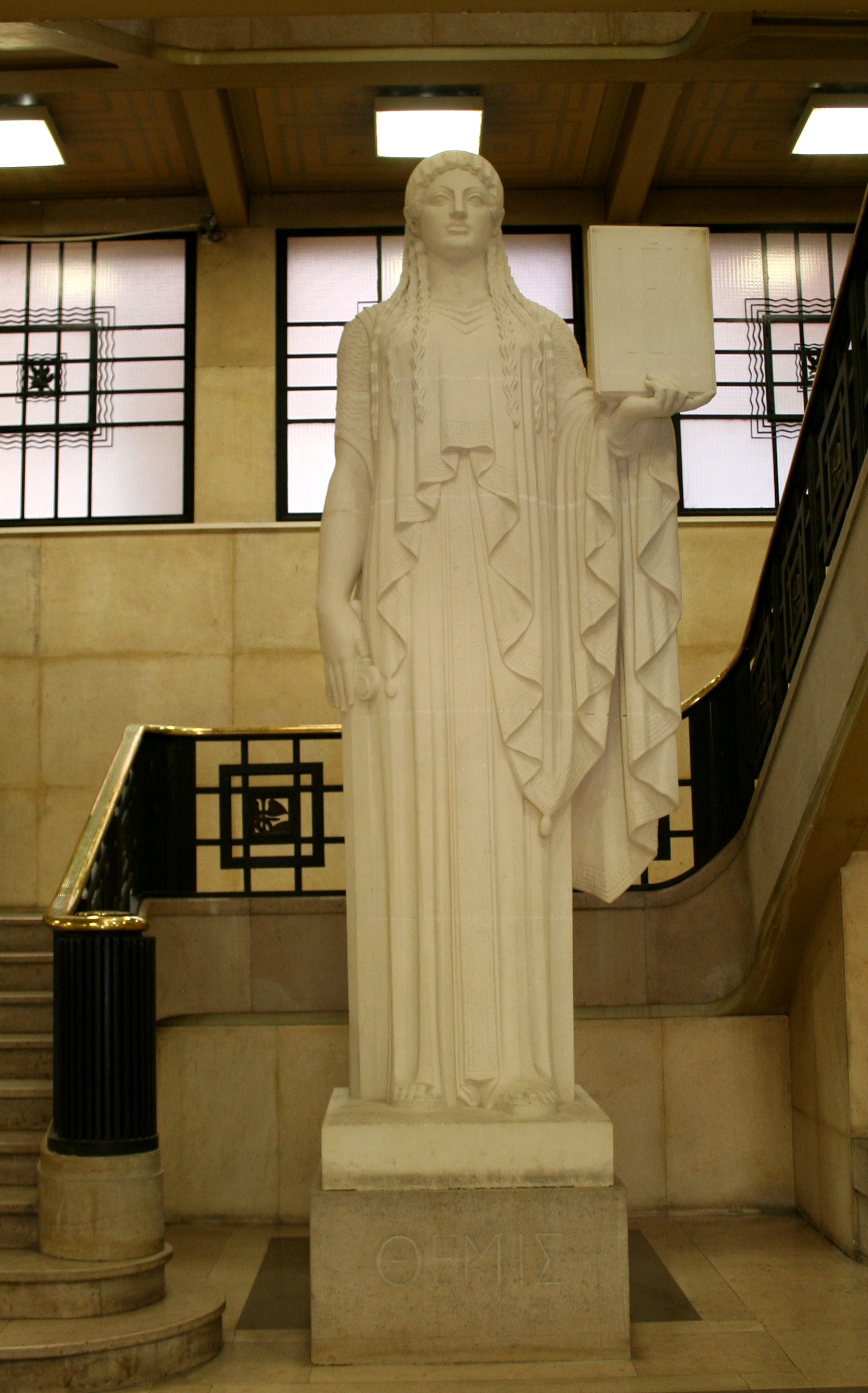
Thémis, Tribunal de commerce de Marseille
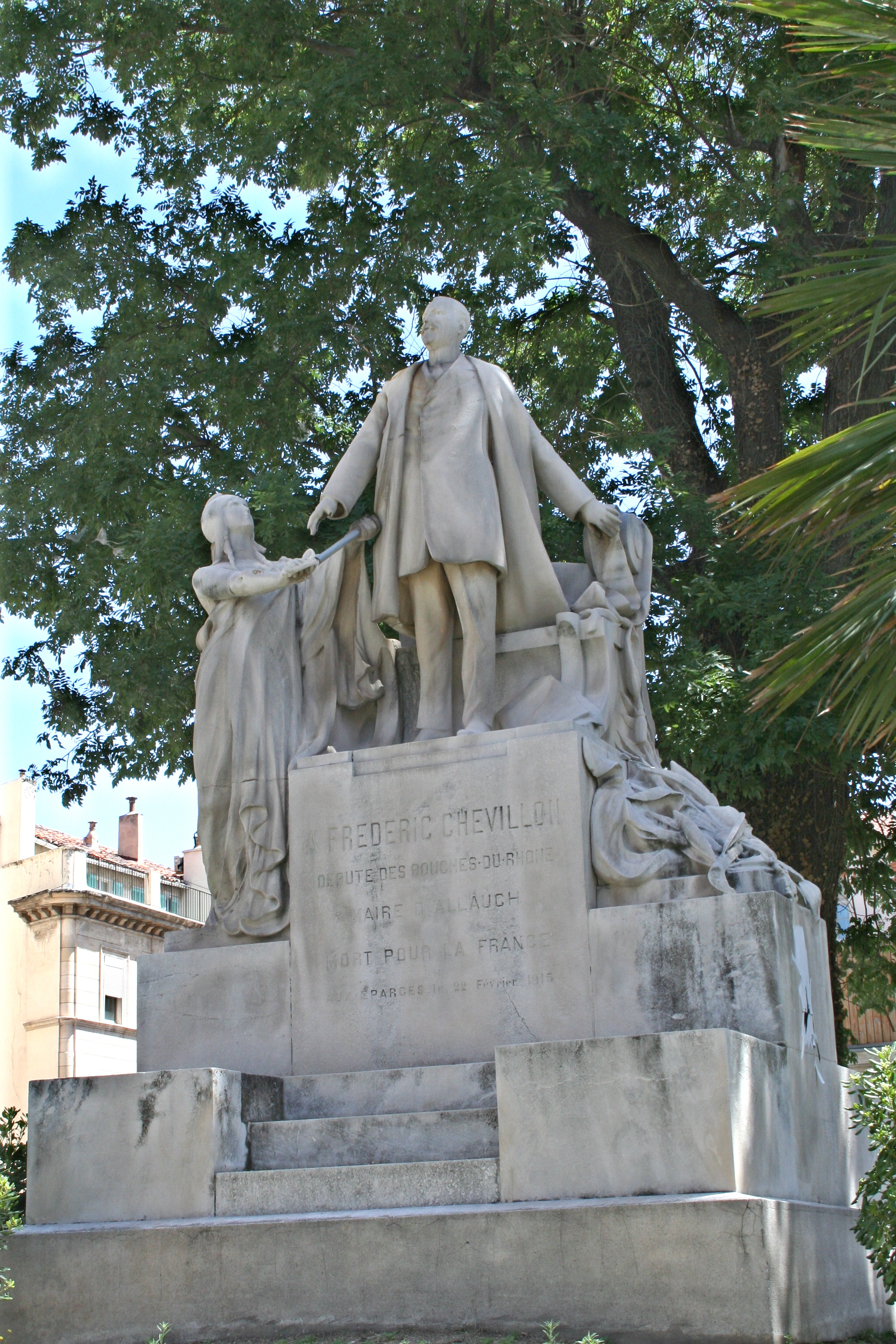
Monument à Frédéric Chevillon, place de la corderie - Henri Bergasse
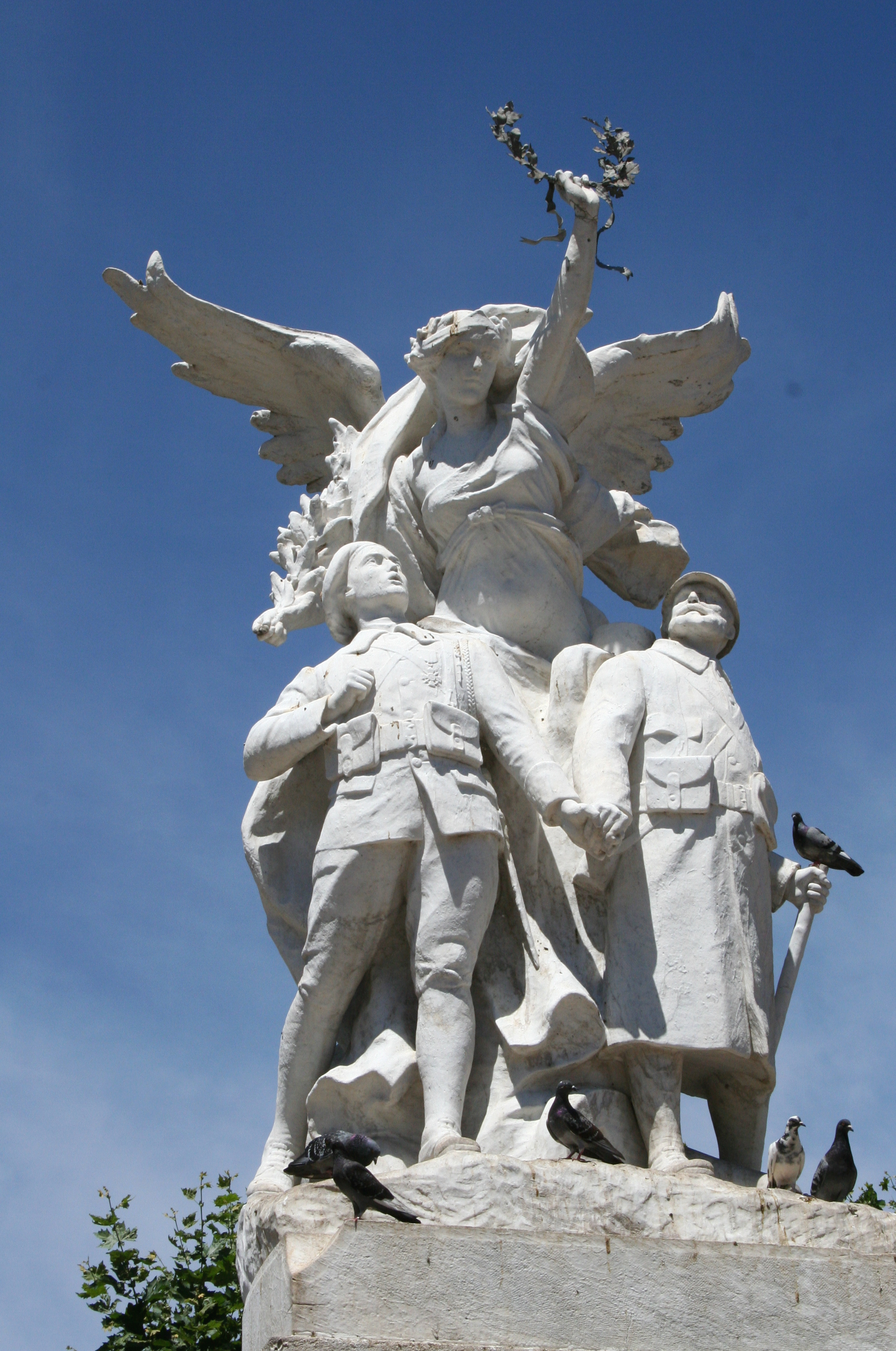
La Victoire ailée, groupe sommital du monument aux morts de la ville d'Aubagne